# Hjulångare

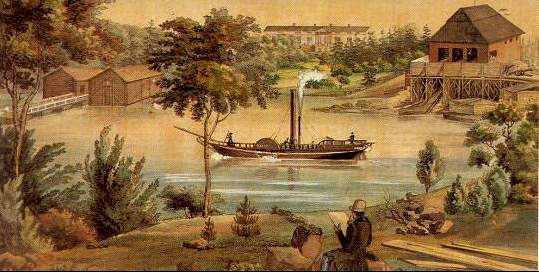
S/S Ilmarinen, Finlands första ångfartyg, byggd 1833.

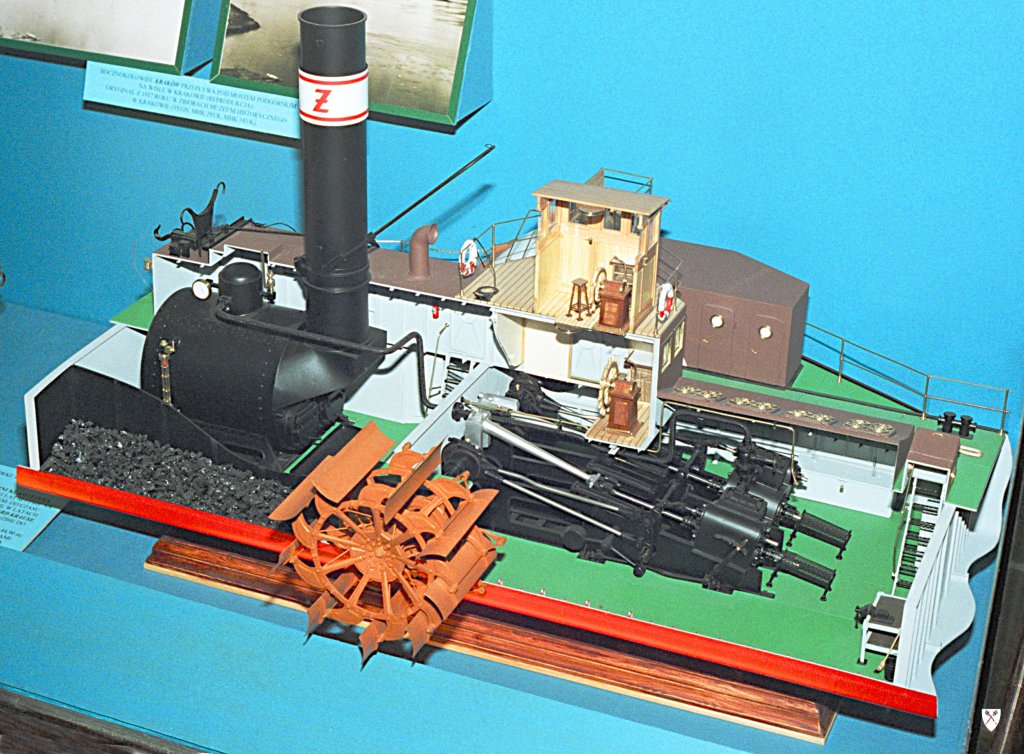
Modell av Gdańsk (byggår 1897).

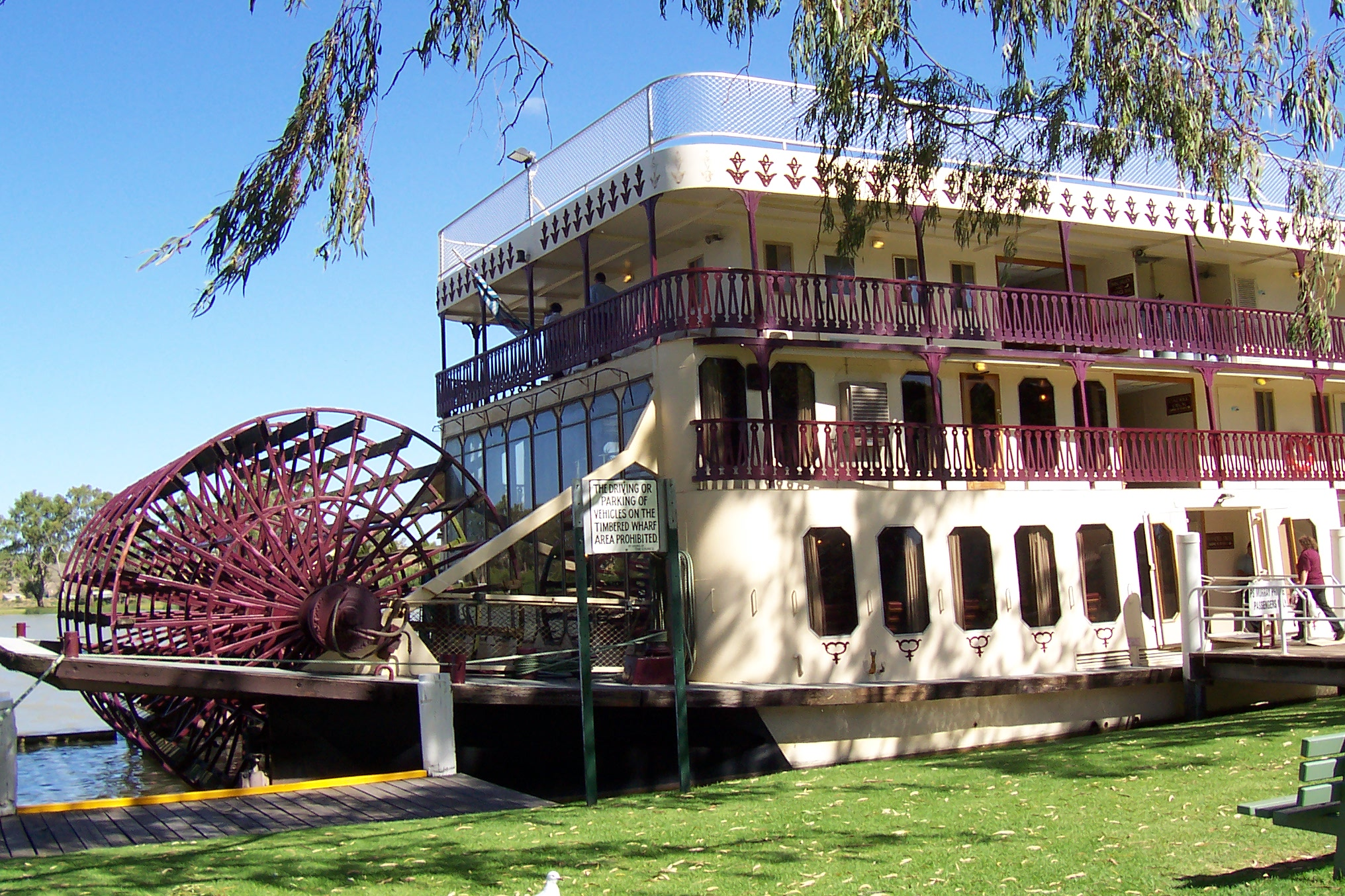
Skovelhjulet på Murray Princess.

Hjulångare är ångfartyg vars framdrivning sker med hjälp av skovelhjul, ett sätt att överföra kraft från maskineriet till vattnet på ett maskindrivet fartyg. Skovelhjul lämpar sig särskilt väl för användning där vattnet inte är så djupt, exempelvis på flodbåtar.

## Historik
I ångfartygens barndom gjordes försök med flera olika framdrivningsmetoder. Det första ångfartyget framdrevs med mekaniska paddlar. Skovelhjul blev dock det framdrivningssätt som kom att dominera, även om bland annat "skruvar" även förekom. Motorernas låga effekter gjorde i början att skovelhjul vanligen lämpade sig bäst. Den moderna propellern uppfanns av John Ericsson 1837, och 1843 genomfördes ett experiment där man lät ett propellerdrivet fartyg tävla med en hjulångare. Det propellerdrivna fartyget vann, vilket blev avgörande för att brittiska flottan började ersätta sina hjulångare med skruvpropellerfartyg. Än viktigare den ökade motorstyrkan hos ångmaskinerna, men på mindre enklare fartyg kom hjulångarna att dominera fram till 1860-talet.
I speciella miljöer, exempelvis för trafik i mycket grunda sjöar, kom hjulångare att fortsätta att användas in på 1900-talet.
Antingen placerades ett smalt skovelhjul på vardera sidan om fartyget ungefär midskepps, eller också placerades ett brett skovelhjul i aktern. Sidoplacerade skovelhjul hade tekniskt sett ett antal fördelar, till exempel placering nära ångmaskinen och därmed enklare drivmekanism samt bättre funktion vid höga vågor. Fördelen med akterplacerat skovelhjul var att det gjorde båten smalare, liksom att den kunde byggas mer grundgående och att hela däcksytan kunde användas för passagerare och last. Sidoplacerade skovelhjul dominerade på havsgående fartyg, medan grundgående flodfartyg oftare hade ett enda stort skovelhjul i aktern. 

## Lista med urval av hjulångare
- Adelaide – australisk hjulångare byggd 1866 som är världens äldsta med träskrov, används vid speciella tillfällen i Echuca, Victoria.[2]
- Belle of Louisville – amerikansk hjulångare aktiv sedan 1914 som är den äldsta och mest trafikerade flodångbåten av Mississippi-typ.[3]
- Eric Nordevall II – replika färdigbyggd 2011 av svensk hjulångare med samma namn byggd 1836.
- Hjulångaren Jemtland, som var Storsjöns första ångfartyg och som invigdes 17 juli 1847. [4][5]
- S/S Great Western – byggd 1838 och skrotad 1858, världens första ångfartyg för passagerartrafik över Atlanten.
- S/S Great Eastern – sjösatt 1858 och skrotad 1889–1890, då hon byggdes och fram till 1898 det största fartyget som byggts.
- Hjejlen – dansk hjulångare byggd 1861 som gör sommarturer i Silkeborg.
- Lahtis – finsk hjulångare byggd 1865. En renovering påbörjades 2003.
- Skibladner – norsk hjulångare från 1856 som är världens äldsta hjulångare i reguljärtrafik som går sommartid på sjön Mjøsa.
- Waverley – skotsk hjulångare som anses vara världens sista havsgående från 1947 som gör turer sommar och höst från Glasgow.